# 金元二
金元二（：／ Kim Won-i，1968年11月11日—），大韓民國自由派政治人物，第21屆國會議員。